# ابن كبر
القس المؤتمن شمس الرئاسة ابن الشيخ الأسعد أبو البركات ابن كبر. عالم لاهوت ولغوي ومؤرخ قبطي. عاش في أواخر القرن الثالث عشر وبداية القرن الرابع عشر، وكان والده الشيخ الأكمل الأسعد، رجلا ذا مال وجاه، إذ كان يملك دارا فسيحة في مصر العتيقة في درب يسمى «درب ابن كبر».

## حياته
نال قسطا وافرا من التعليم وأتقن دراسة اللغة العربية وأجادها كما يستدل من خطبه الدينية، ثم دخل في سلك كتاب الدولة.
وفي سنة 1283 م (682 هـ) على إثر واقعة النصارى، أمر السلطان الأشرف صلاح الدين خليل بألا يبقى في دولته ديوانا نصرانيا، فاعتزل أبو البركات الخدمة وتفرغ للدراسات الدينية واللاهوتية والتاريخية.
اختاره أراخنة الشعب كاهنا حوالي عام 1300، فرسم قسيسا على الكنيسة المعلقة (وكانت آنذاك الكاتدرائية البطريركية) وسمي باسم القس برسوم، وتلا أول خطبة كنائسية في الأحد الثاني من الصوم الكبير عام 1300 بمناسبة مجيء البطريرك الجديد يؤانس الثامن إلى دير شهران.
وتدرج في المناصب حتى أصبح كاتبا للأمير بيبرس ركن الدين المنصوري، وساعده في تأليف تاريخه المعروف بـ «زبدة الفكرة في تاريخ الهجرة».

## وفاته
توفي يوم الخميس 10 مايو سنة 1324 م.

## مؤلفاته
- مجموعة من الخطب والمراثي.[3]

مصباح الظلمة في إيضاح الخدمة

- السلم الكبير القبطي: وهو أكبر معجم قبطي عربي، ويحتوي على عشرة أبواب وثلاثين فصلا، جمع فيه الألفاظ القبطية البحيرية المصطلح عليه مترجمة للعربية، نشره الأب أثناسيوس كيرخر اليسوعي في نصه القبطي العربي مع ترجمة لاتينية وفهارس عام 1643 في روما "Lingua Aegyptiaca Restituta"، ويوجد من هذا المعجم عدة نسخ في أديرة مصر ولاسيما في دير الأنبا أنطونيوس.[3]
- مصباح الظلمة في إيضاح الخدمة: وهو عبارة عن دائرة معارف كنسية يحتوي على أربعة وعشرين بابا، الأبواب السبعة الأولى عن العقائد المسيحية، وباقي الكتاب يحوي ترتيب القداسات والصلوات والطقوس.[3]
- نسب إليه كتاب «جلاء العقول في علم الأصول» الملقب بكتاب «كشف الأسرار الخفية في أسباب المسيحية»، كما نسب إليه «الرد على اليهود...»، و«رسالة البيان الأظهر في الرد على من يقول بالقضاء والقدر»، ولكن هذه المؤلفات تعود لـ الرشيد أبي الخير بن الطيب الذي ألفها في النصف الأول من القرن الثالث عشر. كما يوجد في مكتبة الكنيسة المرقسية بالأسكندرية تحت رقم «27 لاهوت» مخطوط نسخ سنة 1778 م يحوي ورقات منسوبة لابن كبر تحت اسم «الفضل بين الآباء الرهبان والعلمانيين».[3]